# Bony de Mollet
El Bony de Mollet és una muntanya de 1.815,2 metres d'altitud del terme municipal de Soriguera, a la comarca del Pallars Sobirà. Pertany al territori del terme primigeni de Soriguera. És a l'extrem sud-est del terme, al sud-oest del poble de Freixa. Es troba al sud de la Punta Barruera i al sud-est del Bony del Fener Gran (de qui és, de fet, un contrafort). L'envolta de primer pel sud i després per l'est la Llau de Mollet. Pel seu vessant sud-occidental passa el termenal entre els municipis de Soriguera i de Gerri de la Sal (oficialment, de Baix Pallars).